# Пешеходец
Пешехо̀дец е участник в движението, който се намира на пътя, не извършва каквато и да е работа на него и не използва моторно превозно средство, за да стигне до желаната дестинация. Пешеходци са и тези, които бутат или теглят детска или инвалидна количка, велосипед, мотопед или мотоциклет, а и инвалиди, които се придвижват с инвалидни колички. Всички пешеходци са задължени да се движат по тротоара или по банкета на пътното платно и да пресичат платното за движение само тогава, когато има пешеходна пътека. Внезапното навлизане на платното за движение, както и пресичането при наличие на ограничена видимост, са забранени. Ако един пешеходец би искал да предупреди водачите на превозни средства, че ще премине на пешеходната пътека, той трябва да протегне ръката си встрани и така да премине на обозначената такава. Задължение на един пешеходец е да познава пътните знаци, пътната маркировка, светлинните сигнали на светофара и сигналите на регулировчика.

## Глоби и санкции
Съгласно чл.184 на Закона за движението по пътищата се предвиждат парични санкции (глоби) за пешеходци-нарушители.
С глоба на стойност до 30 лв. се наказват пешеходците, които преминават през огражденията от вериги или парапети.
С глоба на стойност до 10 лв. се наказват пешеходците, неспазили всички останали правила за движение.